# Macov
Macov (deutsch Matzhausen, ungarisch Macháza) ist eine Gemeinde im Südwesten der Slowakei mit 504 Einwohnern (Stand 31. Dezember 2024). Sie gehört zum Okres Dunajská Streda, einem Teil des Trnavský kraj.

## Geographie
Die Gemeinde befindet sich im Mittelteil der Großen Schüttinsel, einem Teil des slowakischen Donautieflands. Das Ortszentrum liegt auf einer Höhe von 123 m n.m. und ist elf Kilometer von Šamorín sowie 17 Kilometer von Dunajská Streda entfernt.
Nachbargemeinden sind Veľká Paka im Norden, Lehnice im Nordosten, Blatná na Ostrove im Südosten und Trnávka im Südwesten.

## Geschichte
Der Ort wurde zum ersten Mal 1367 als Machhaza schriftlich erwähnt und gehörte zum Herrschaftsgut der Pressburger Burg. 1440 kam ein Teil zum Besitz der Familie Bittó, der bis zum 17. Jahrhundert dauerte. 1574 wohnten vier Untertanen-Familien im Ort, 1715 gab es insgesamt drei Steuerpflichtige. 1828 zählte man sieben Häuser und 64 Einwohner, deren Haupteinnahmequelle Landwirtschaft war.
Bis 1919 gehörte der im Komitat Pressburg liegende Ort zum Königreich Ungarn und kam danach zur Tschechoslowakei beziehungsweise heute Slowakei. 1938–45 lag er aufgrund des Ersten Wiener Schiedsspruchs noch einmal in Ungarn.
Von 1976 bis 1990 war Macov Ortsteil der Gemeinde Trnávka.

## Bevölkerung
| Jahr                | 1994 | 2004     | 2014     | 2024     |
| ------------------- | ---- | -------- | -------- | -------- |
| Anzahl der Personen | 156  | 176      | 287      | 504      |
| Unterschied         |      | +12,82 % | +63,06 % | +75,60 % |

| Jahr                | 2023 | 2024    |
| ------------------- | ---- | ------- |
| Anzahl der Personen | 492  | 504     |
| Unterschied         |      | +2,43 % |

Nach der Volkszählung 2011 wohnten in Macov 237 Einwohner, davon 96 Slowaken, 93 Magyaren, 28 Tschechen, zwei Mährer sowie ein Deutscher. Ein Einwohner gab eine andere Ethnie an und 16 Einwohner machten keine Angabe. 165 Einwohner bekannten sich zur römisch-katholischen Kirche, vier Einwohner zur evangelischen Kirche A. B. sowie jeweils ein Einwohner zu den Mormonen, zur griechisch-katholischen Kirche, zur kongregationalistischen Kirche und zur tschechoslowakischen hussitischen Kirche; zehn Einwohner bekannten sich zu einer anderen Konfession. 33 Einwohner waren konfessionslos und bei 21 Einwohnern wurde die Konfession nicht ermittelt.